# Noch nach Jahr und Tag
Noch nach Jahr und Tag (Originaltitel: Une aussi longue absence) ist ein französisch-italienischer Kinofilm aus dem Jahr 1961.

## Handlung
Thérèse Langlois betreibt in dem Pariser Vorort Puteaux ein Café. Im Sommer möchte sie das Café für ein paar Tage schließen und in ihren Heimatort Chaulieu zurückkehren. Ein LKW-Fahrer, mit dem sie in einer losen Beziehung steht, soll sie dorthin mitnehmen.
Thérèse bemerkt einen häufig vorbeikommenden Obdachlosen und glaubt, ihren seit 16 Jahren verschollenen Mann Albert wiederzuerkennen. Sie bittet ihre Kellnerin Martine, ihn ins Café zu locken. Thérèse belauscht das Gespräch der beiden und erfährt, dass der Obdachlose unter einem Gedächtnisverlust leidet. Thérèse ist nun überzeugt, dass er Albert ist, und verfolgt ihn zu seiner kleinen Holzhütte am Flussufer. Sie lädt ihn erneut in das Café ein, wo nun auch Alberts Tante Alice und sein Neffe Marcel warten. Thérèse unterhält sich mit den Verwandten über Alberts Vergangenheit: Albert wurde 1944 von der französischen Polizei festgenommen, an die Gestapo ausgeliefert kam mit seinem Freund Aldo Gambini in ein Lager. Der Versuch, durch das Gespräch die Erinnerung des am Nebentisch sitzenden Obdachlosen wachzurufen, bleibt jedoch erfolglos. Alice äußert Zweifel daran, dass es sich um Albert handelt.
Thérèse sagt die Fahrt nach Chaulieu ab und lädt den Obdachlosen zu einem Abendessen ein, spielt ihm Musik vor und tanzt mit ihm. Seine Erinnerung stellt sich aber immer noch nicht ein. Als er das Café verlässt, ruft sie ihm den Namen Albert hinterher. Martine und ein paar von Thérèses Freunden und Stammgästen, die die Szene aus der Ferne beobachteten, stimmen ein und rufen ihn, worauf der Obdachlose verwirrt die Hände hebt und flieht. Er gerät fast in einen Verkehrsunfall und verschwindet. Thérèses Freunde versuchen sie zu überzeugen, aufzugeben. Sie hofft aber, dass er spätestens im Winter auf der Suche nach einer Unterkunft zu ihr zurückkehren wird.

## Produktion
Noch nach Jahr und Tag war das Regiedebüt von Henri Colpi, der sonst als Filmeditor und Drehbuchautor tätig war. Der Film kam am 17. Mai 1961 in die französischen Kinos, zwei Tage später erschien er in Westdeutschland sowie im Dezember 1962 in Österreich und der DDR.

## Synchronisation
Bei der westdeutschen Synchron-Version schrieb Manfred R. Köhler das Dialogbuch und führte auch Dialogregie.
| Rolle            | Darsteller         | Synchronsprecher  |
| ---------------- | ------------------ | ----------------- |
| Thérèse Langlois | Alida Valli        | Elisabeth Ried    |
| Alice Langlois   | Catherine Fonteney | Franziska Liebing |
| Der Heimkehrer   | Georges Wilson     | Paul Klinger      |
| Fernand          | Charles Blavette   | Ernst Konstantin  |
| Händler          | Pierre Mirat       | Klaus Havenstein  |
| Marcel Langlois  | Amédée             | Thomas Reiner     |

Bei der DDR-Synchronversion sprach Helga Raumer die Hauptfigur Thérèse.

## Rezeption
In zwei Rezensionen im Spiegel sowie auf film.at wird Noch nach Jahr und Tag mit Hiroshima, mon amour verglichen, an dem Henri Colpi als Filmeditor ebenfalls beteiligt war.

„Auf hohem Niveau inszeniert und hervorragend gespielt.“

„psychologisch feinsinnige[s] und exzellent gespielte[s] Drama“

## Auszeichnungen
Bei den Filmfestspielen von Cannes 1961 gewann der Film, gemeinsam mit Viridiana von Luis Buñuel, die Goldene Palme. Zudem gewann er den Prix Louis-Delluc.
Bei den British Academy Film Awards 1963 wurde er in der Kategorie Bester Film nominiert, ebenso wie Georges Wilson in der Kategorie Bester ausländischer Darsteller. 1965 gewann er den japanischen Kinema-Jumpō-Preis. Die Evangelische Filmgilde empfahl den Film im Mai 1961 als Film des Monats.